# Marchia Austriacka
Marchia Austriacka lub Marchia Wschodnia (łac. Marcha orientalis, niem. Östliche Mark) – jedna z marchii państwa frankijskiego, a potem Świętego Cesarstwa Rzymskiego. Marchia Austriacka dała początek współczesnej Austrii.
Pierwszą strukturą utworzoną na terenie obecnej Austrii w Średniowieczu była Marchia Awarska, powstała pod koniec VIII wieku, do obrony ziem frankijskich przed Awarami. W początkach wieku IX wieku tereny te zostały zdominowane przez Słowian, którzy utworzyli państwo wielkomorawskie. Tereny te zostały podzielone pomiędzy Księstwo Friuli i tworzoną przeciw Morawom marchię, chroniącą tereny Bawarii.
W 976, po zniknięciu zagrożenia ze strony Moraw, cesarz Otton II utworzył nową marchię nazwaną wschodnią. W 996 roku marchia, rządzona przez Babenbergów zaczęła być określana jako Ostarrîchi, czyli wschodnie władztwo. Ta nazwa jest źródłem nazwy Österreich, określającej Austrię.
Początkowo marchię zamieszkiwali Słowianie i zromanizowani Germanie. Germanizacja nastąpiła w IX i X wieku. W 1156 roku podniesiono marchię do rangi księstwa.